# Cortes de Cadix

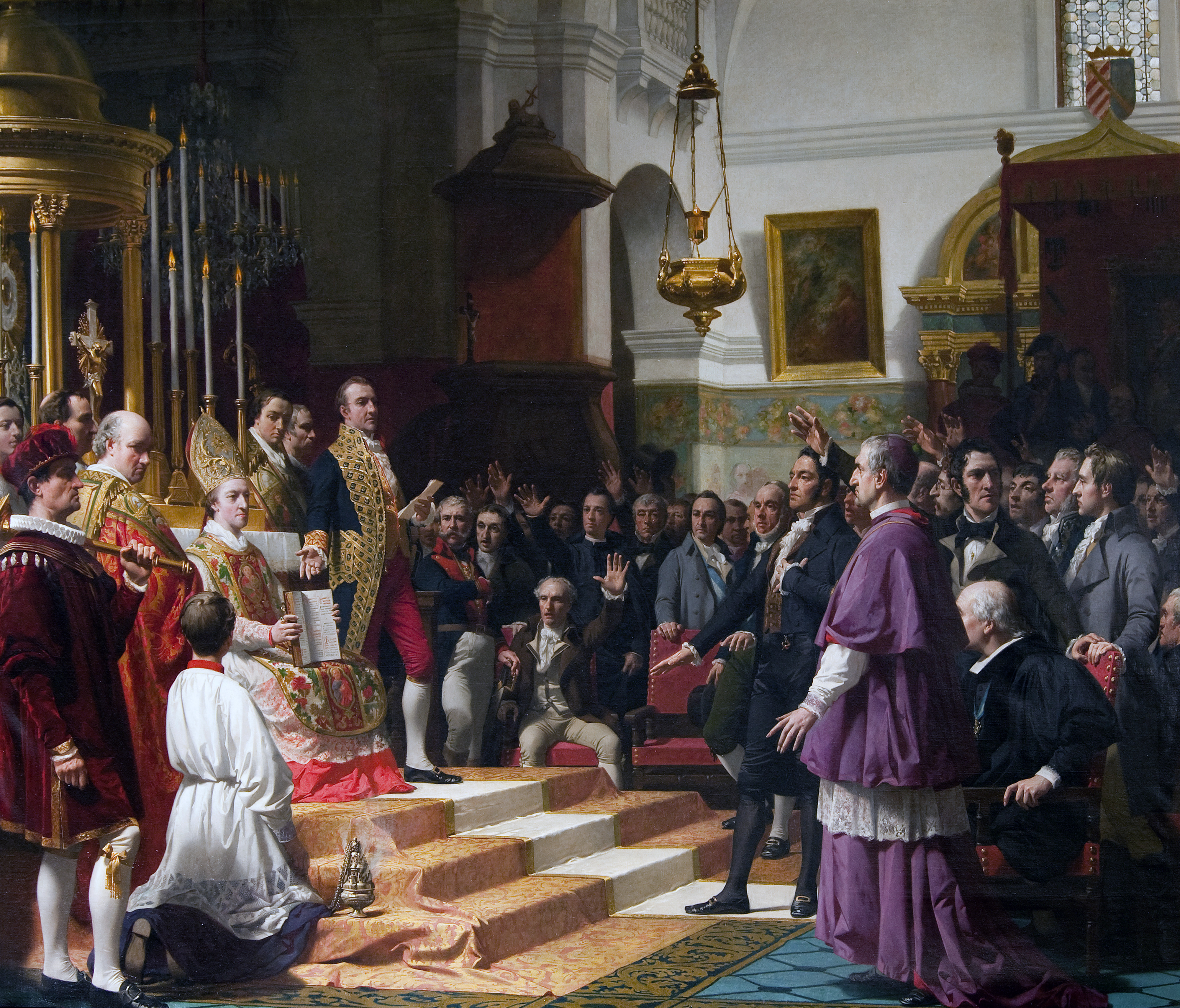
Prestation de serment des Cortes de Cadix à l'église paroissiale de San Fernando. Exposé au Congrès des Députés de Madrid. Peinture réalisée par José Casado del Alisal en 1861.

Les Cortes de Cadix sont l'assemblée constituante siégeant au Real Teatro de las Cortes à Cadix, en Espagne (Andalousie) du 24 septembre 1810 au 10 mai 1814, pendant la Guerre d'indépendance espagnole (1808-1814). Il s'agit d'un épisode majeur dans la marche vers le libéralisme et la démocratie en Espagne.

## Historique

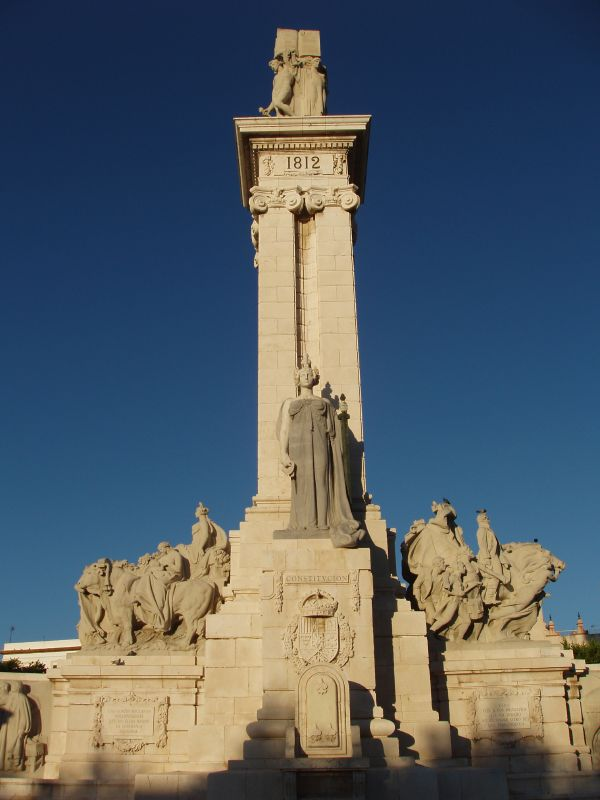
Monument aux Cortes de Cadix. Cadix, Espagne.

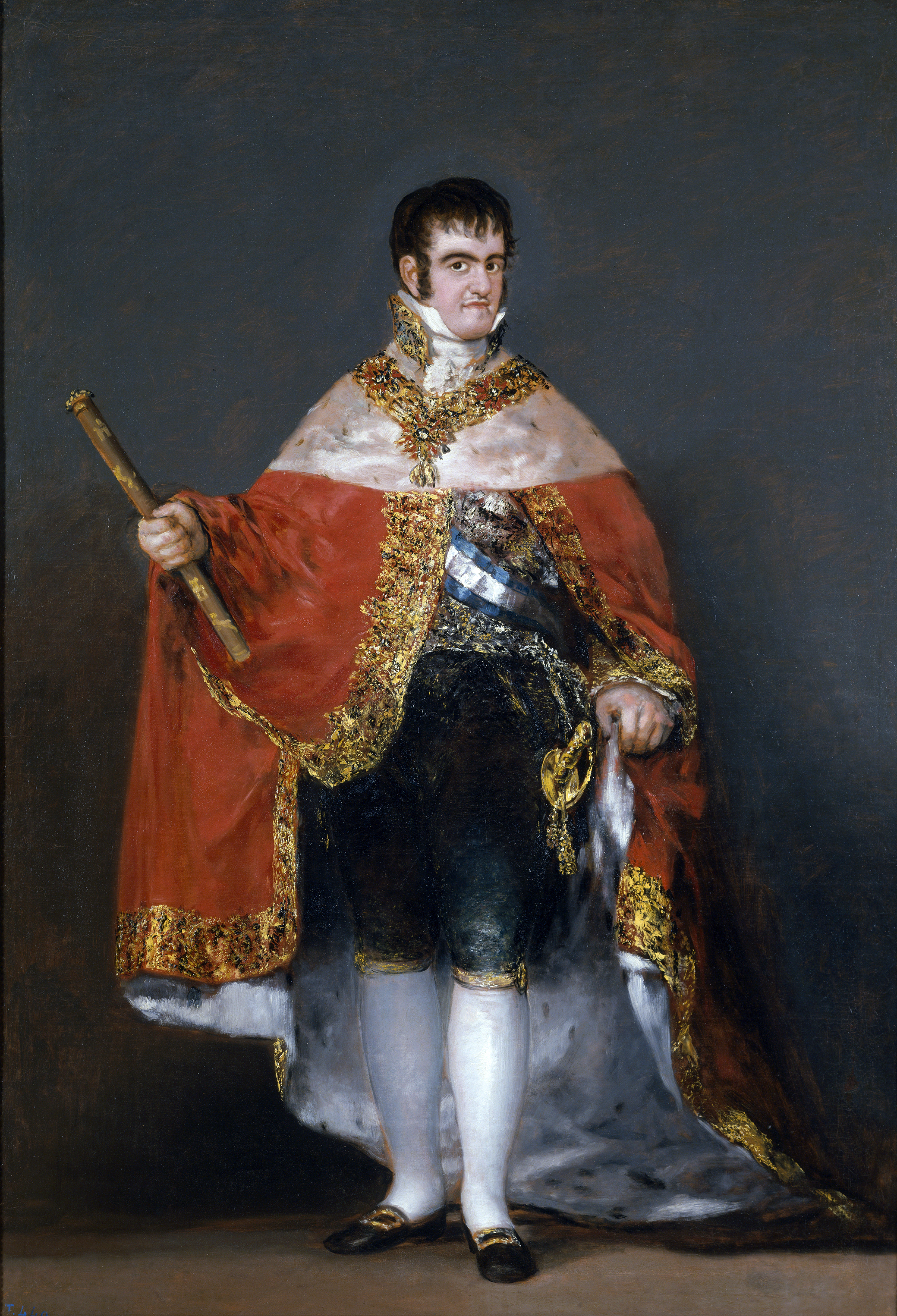
Ferdinand VII (Goya)

Durant la guerre, les révoltes populaires débouchent sur la création de juntes de défense locales et régionales. Elles ont pour objectif d'assurer la défense du pays face à l'invasion française et de combler la vacance du pouvoir (les juntes ne reconnaissant pas la désignation de Joseph Bonaparte). Elles étaient composées de militaires, de représentants du haut-clergé, de fonctionnaires et de professeurs, tous conservateurs. En septembre 1810, la direction du mouvement est confiée à la Junte suprême centrale.
Durant la crise profonde suscitée par la guerre, la Junte suprême centrale ordonne la réunion des Cortes, qui, en raison des événements liés au conflit, doivent se réunir d'abord à San Fernando (alors nommé Isla de León), puis à Cadix. À ce moment, ces deux villes sont les seules d'Espagne à ne pas être occupées par les troupes napoléoniennes.
Des représentants des provinces espagnoles, des territoires américains ainsi que des Philippines participent aux réunions. Ces délégués se répartissent en trois grandes tendances : les absolutistes, qui défendent le retour de la monarchie absolue des Bourbons, les jovellanistes, réformateurs issus des Lumières qui rejettent cependant la tendance révolutionnaire, et les libéraux, qui plaident pour l'adoption de réformes inspirées des débuts de la Révolution française. Après la providence provisoire de Benito Ramón Hermida Maldonado, le premier président élu en 1810 est Ramon Llàtzer de Dou i de Bassols.
Les Cortes de Cadix ont pour objet de rédiger un corpus législatif de nature libérale qui puisse servir de base à un nouvel ordre social afin de mettre un terme à la société d'Ancien Régime. Le produit de ses travaux n'est autre que la Constitution espagnole de 1812, appelée La Pepa en raison de la date de la promulgation du texte, jour de la saint Joseph (Pepe étant le diminutif familier de José en espagnol). La Constitution de 1812 est le premier texte constitutionnel de l'histoire de l'Espagne.
Les Cortes instaurent un nouveau système politique basé sur le principe de la souveraineté nationale, avec la monarchie pour forme de gouvernement, néanmoins soumise au principe de la séparation des pouvoirs. Le roi aussi bien que les Cortes détiennent la faculté de proposer des lois, de manière conjointe. Par ailleurs, les Cortes reconnaissent des droits tels que la liberté d'impression, l'égalité devant la Loi, l'inviolabilité du domicile, entre autres.
Toutefois, ces avancées sont suspendues par le décret du 4 mai 1814 signé par Ferdinand VII, qui abroge la Constitution de 1812, ainsi que toutes les décisions des Cortes de Cadix.